# 1770 v.Chr. in het oude Nabije Oosten
In en rond het jaar 1770 v.Chr. werden de politieke kaarten in Mesopotamië opnieuw geschud. Een belangrijke gebeurtenis die hieraan voorafging was de dood van Sjamsji-Adad, de koning van Assyrië, in circa 1775 v.Chr.
In het koninkrijk van Opper-Mesopotamië barst de strijd los over wie zijn erfgenaam zou worden. Zimri-Lim grijpt uiteindelijk de macht in Mari en voor de rest ontstaat er een lappendeken van stadstaten. Deze strijd zet de poorten open voor Hammurabi, de koning van Babylon, om zijn imperialistische dromen te verwezenlijken.

## Politieke spelers
In Larsa is Rim-Sîn aan de macht. Hij zal om en bij de 60 jaar regeren (1822-1763 v.Chr.). Met die 60 jaar heeft hij een van de langste regeringen van die periode. Hij controleert alle rivieren die richting de Perzische Golf stromen ten zuiden van Babylon. In 1794 v.Chr. annexeert hij Isin terwijl Hammurabi van Babylon Isin zal veroveren in 1787 v.Chr. De annexatie van Isin is zeer belangrijk voor Rim-Sîn. Hij zal er 31 jaarnamen aan wijden. In de tweede helft van zijn heerschappij is er veel minder bekend, dit in tegenstelling met de gebeurtenissen in Opper-Mesopotamië die dankzij het archief van Mari wel veel beter bewaard bleven. Een theorie is dat Larsa uitgeput was van de oorlogen tegen Isin en Uruk en het niet langer in staat was om grote reizen uit te voeren. Deze theorie wordt deels bevestigd door onder andere de zevende jaarnaam van Hammurabi van Babylon die zegt: “mu unug{ki} u3 i3-si-in-na{ki} ba-an-dab5” of te wel: “Het jaar waarin Hammurabi Uruk en Isin belegerde”. Dit toont aan dat Rim-Sîn niet meer in staat was om de steden te beschermen tegen Babylon of om deze nog te heroveren op een later tijdstip.
In Babylon, dat men boven Larsa moet situeren, is misschien wel de bekendste Mesopotamiër aller tijden aan de macht: Hammurabi (1792-1750 v.Chr.), bekend van onder andere zijn “Codex Hammurabi”. Zijn rijk beslaat momenteel steden als Sippar, in het Noorden, en Marad in het zuiden. In het zevende jaar van zijn koningschap verovert hij Isin en Uruk. Nadien volgt er volgens zijn jaarnamen een periode van ongeveer twee decennia waarin hij vooral kanalen graaft en muren bouwt. In 1770 v.Chr. zitten we in deze periode.
Ten noorden van Babylon ligt Eshnunna, waar in 1770 v.Chr. Ibal-pi’el II heerst. Eshnunna is in die tijd de sterkste speler na de val van het Opper-Mesopotamische rijk van Shamshi-Adad. Na zijn dood probeerde ook Ibal-pi’el II voordeel te halen uit de afbrokkeling van het Opper-Mesopotamische rijk. Zo veroverde hij onder andere Shubat-Enlil. Hij is een grote speler in “de oorlog tegen de Benjamiten” (zie “gebeurtenissen in 1770 v.Chr.”).
Westelijk van Eshunna is Mari gelegen. Hier heerst in 1770 v.Chr. Zimri-Lim (zie “de leider” voor meer informatie omtrent zijn persoon). Mari is vooral bekend van zijn “koninklijke archieven” die goed bewaard zijn gebleven en ons een goede inkijk bieden in de diplomatie tussen de verschillende rijken in Mesopotamië. Vooral goed bewaard gebleven is de correspondentie tussen de koning van Mari en anderen.
In Jamchad, het huidige Aleppo en omstreken, regeerde Yarim-Lim I, was de tweede koning in zijn dynastie. Hij had een zeer grote invloed op Zimri-Lim, door het feit dat hij hem op de troon van Mari geholpen heeft en Zimrî-Lîm had tijdens zijn ballingschap in Jamchad verbleven. Hij had zo’n grote invloed dat hij zelfs zijn veto kon stellen tegen een alliantie tussen Eshnunna en Mari. Ook had zijn rijk goed stand gehouden tegen de expansiedrang van Shamshi-Adad, Jamchad was namelijk omsingeld door een alliantie van het Opper-Mesopotamische rijk en Qatna toen Yarim-Lim de troon besteeg. De relatie tussen hem en Qatna werd wel beter na verloop van tijd.
Tot slot het Assyrisch rijk, ten noorden van Eshnunna. Hier heerste Ishme-Dagan, een van de zoons van Shamshi-Adad. Tot zijn rijk behoorde onder andere de stad Assur.
Van andere rijken in deze periode, zoals Elam, is voor deze periode geen bronnenmateriaal voorhanden.

## Gebeurtenissen in 1770 v.Chr.
In Larsa zegt de jaarnaam van Rim-Sîn het volgende: “mu ki 24 i3-si-in{ki} in-dab5-ba” oftewel in het Nederlands, “jaar 24 waarin hij Isin veroverde.” Zoals hierboven reeds verduidelijkt was de verovering van Isin een zeer belangrijke gebeurtenis voor Rim-Sîn, maar was zijn rijk erna te zeer verzwakt om nog een vuist te kunnen vormen tegen andere veroveraars. 
Eshunna verovert in het negende regeringsjaar van Ibal-Pi’el II  Rapiqum. Rapiqum was een stad aan de Eufraat tussen Mari en Babylon (zie kaart). Deze gebeurtenis vond plaats in de oorlog tegen de Benjamiten, waarin Eshunna ook een prominente rol opnam naast Mari en Babylon. In hetzelfde jaar eindigt deze oorlog ook en wordt er vrede gesloten. 
“mu zi-im-ri-li-im a-ah pu-ra-tim usz-te-sze-ru” of “het jaar waarin Zimri-Lim de oevers van de Eufraat in het gareel bracht” was de jaarnaam van Zimri-Lim in 1770 v.Chr.. Ook deze jaarnaam houdt verband met de revolte van de Benjamiten tegen Zimrî-Lîm. Deze kernen van verzet situeren zich vooral in de Eufraatvallei. Deze jaarnaam zegt dus met andere woorden dat hij die revolte onder controle kreeg en heeft neergeslagen.
De jaarnaam van Babylon meldt het volgende: “mu ha-am-mu-ra-bi lugal-e bad3 uru ba-syum{ki} ba-du3” oftewel en wederom vertaald in het Nederlands: “Het jaar waarin Hammurabi, de koning, de stadsomwalling van Baz bouwde.” De enige jaarnaam van deze koningen uit dat jaar dat niet rechtstreeks gelinkt kan worden met een oorlogsdaad. Natuurlijk is een omwalling bouwen van militair-strategisch belang, maar er is toch een duidelijk verschil met de andere jaarnamen. Deze jaarnaam kadert in een reeks van infrastructuurwerken die vermeld worden in de jaarnamen van Hammurabi, in de periode tussen zijn twee veroveringsperiodes. Enkele jaren later zal hij dan ook beginnen aan de veroveringen van onder andere Larsa en Mari.
Een laatste zeer belangrijke gebeurtenis in het jaar 1770 v.Chr. was een zogenaamde in het geheim gesloten vrede tussen Eshnunna en Mari. Deze gebeurtenis bouwt wel spanningen op tussen twee bondgenoten, Mari en Babylon, maar blijkt helemaal niet te hebben plaatsgevonden. Zij liggen in conflict met elkaar over een religieus belangrijke stad: Hît. Deze stad is dus het struikelblok. De sukkal, een soort overheidsfunctionaris, van Elam treedt op als bemiddelaar tussen de twee. Hammurabi stelt een regeling voor die stamt uit de tijd van Shamshi-Adad en betreft dat de stad Rapiqum op de grens ligt tussen de twee rijken en dat er één deel van de stad met Babylonische troepen wordt bezet en een ander deel door de troepen van Mari.
(Dit doet een beetje denken aan het bijzonder statuut van Berlijn na de Tweede Wereldoorlog, toen deze Duitse stad verdeeld was in verschillende sectoren onder het beheer van de afzonderlijke geallieerde machten.) De twee rijken raakten het echter niet met elkaar eens en vijf jaar na datum lag het probleem er nog steeds. Zimrî-Lîm koos voor een akkoord met de Benjamiten, die zich schikten en zeer tevreden waren met deze vrede. De Benjamiten die krijgsgevangen werden gemaakt mochten na betaling van losgeld terugkeren naar hun familie. Om latere conflicten te voorkomen en goede relaties te behouden zou Zimrî-Lîm zijn dochter Narâmtum uithuwelijken aan de koning van Eluhut, Sharraya.

### De leider: Zimrî-Lîm
Zimrî-Lîm was in 1770 v.Chr. een belangrijk leider. Zimri-Lim was de erfgenaam op de troon van Mari. Maar Shamshi-Adad strooide roet in het eten en veroverde Mari alvorens Zimri-Lim de troon kon bestijgen. Shamshi-Adad plaatste zijn zoon Yasmah-Addu op de troon van Mari, om het westelijk gedeelte van zijn rijk te controleren. Zo werd Mari deel van het Opper-Mesopotamische rijk. Zimri-Lim bracht zijn jeugd door in Yamkhad aan het hof van de koning van Alep, het huidige Aleppo. Daar trouwde hij met de dochter van de koning genaamd Shiptu. In 1775 v.Chr. komt aan de macht van Yasmah-Addu abrupt een einde bij de dood van zijn vader. Het Opper-Mesopotamische rijk komt ten val en splitst op in kleine rijkjes. In Mari neemt Zimri-Lim de macht. Yarim-Lim I, van Yamkhad helpt hem hierbij. Hoe regeert hij? Het rijk van Zimri-Lim bestaat op die moment uit de vallei van de Eufraat en enkele steden. Sommige delen staan onder het directe bewind van de koning andere worden geregeerd door vazallen. Deze vazallen zijn vaak getrouwd met een van Zimri-Lims dochters. Het koninkrijk is ook verdeeld in districten en die worden beheerd door gouverneurs die rechtstreeks worden aangeduid door de koning. Zij vertegenwoordigen de koning maar zijn hierin sterk gelimiteerd. Zij staan in voor het onderhoud van bijvoorbeeld de kanalen, openbare gebouwen en tempels. Ook moeten zij de orde handhaven en staan zij in voor het oproepen van soldaten voor oorlogen. In Mari onder Zimri-Lim is niet de gehele bevolking sedentair, men vindt er ook nog semi-nomaden, die houden zich vooral bezig met het hoeden van schapen. Op het gebied van politiek is Zimri-Lim zeer actief, ook op het vlak van diplomatie. Hij is betrokken in vele conflicten, maar blijft heel die tijd zijn bondgenoten, Yamkhad en Babylon, trouw. Hij zal bijvoorbeeld Babylon helpen in een oorlog tegen Larsa en Hammurabi zal hem helpen tijdens de oorlog tegen de Eshnunna (zie onderdeel: “gebeurtenissen in 1770 v.Chr.” voor meer informatie hieromtrent.) Hammurabi is minder trouw en zal uiteindelijk Mari veroveren en verwoesten.